# Mazutka (Karlín)

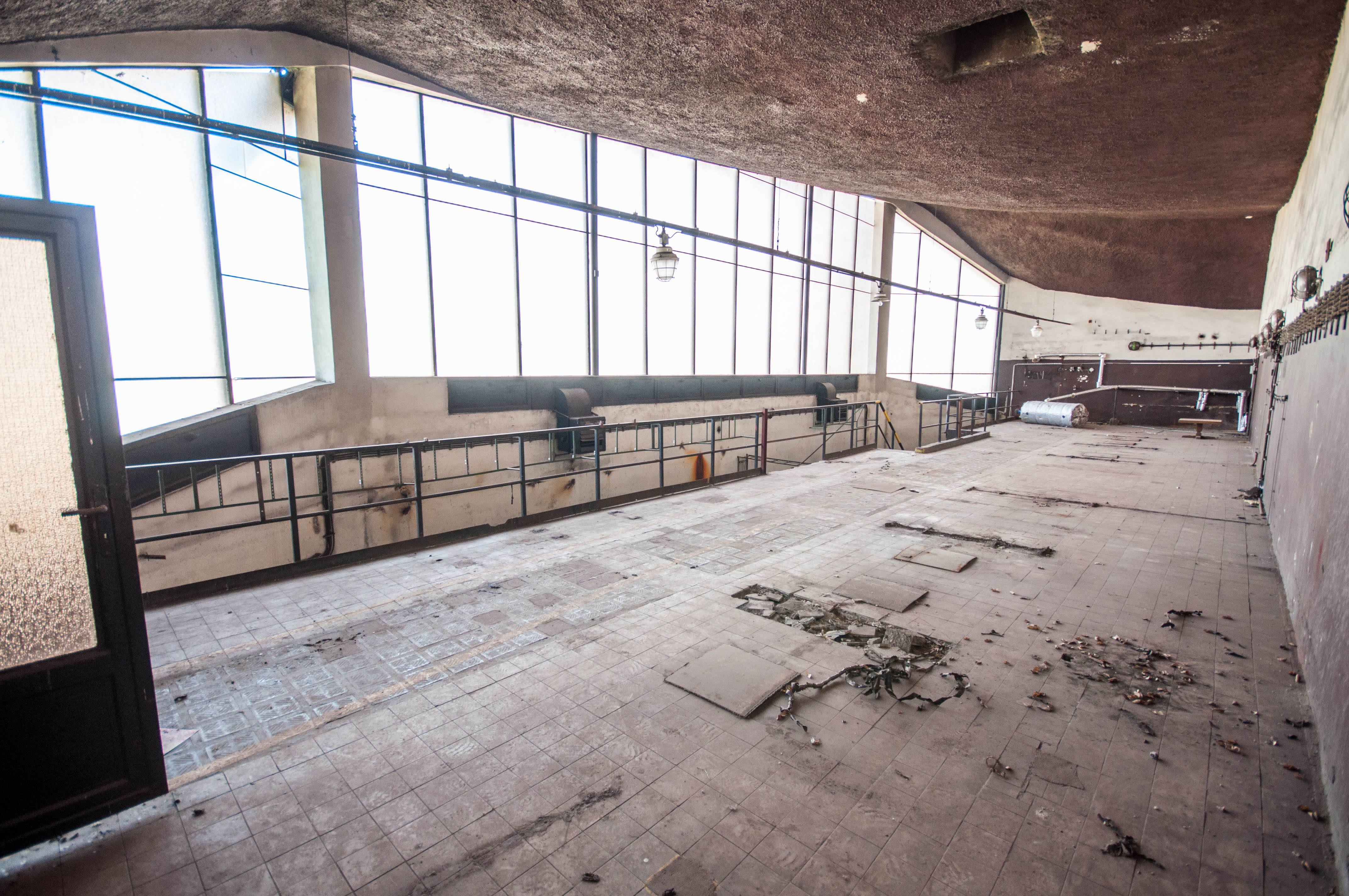
Interiér Mazutky se skořepinovým stropem

Mazutka bylo označení pro mazutovou výtopnu, která stála v Praze 8-Karlíně na experimentálním sídlišti Invalidovna. Byla umístěna v sousedství zámečku Sluncová, hotelu Olympik a budovy Bezpečnostní informační služby. Unikátní byla zejména její lanová skořepinová střecha. Autory návrhu byli architekt Jan Zelený a statik František Bäumelt. Zelený ještě za svého života uvažoval, že by se Mazutka mohla pro svůj unikátní vzhled přeměnit v sakrální stavbu.
I když v roce 2017 vznikla občanská iniciativa, jíž cílem bylo zachování Mazutky, byla v březnu 2018 stavba zbourána.

## Výstavba
Mazutová kotelna na pozemku parc. č. 693/125 k.ú. Karlín byla stavěna v rámci experimentálního sídliště Invalidovna. Generálním projektantem tohoto sídliště byl Pražský projektový ústav, který spolupracoval s pracovníky Výzkumného ústavu stavební výroby. Studii sídliště vypracoval v roce 1959 Jiří Novotný a kolektiv. Stavba sídliště Invalidovna byla realizována v letech 1960–1967. Dodavatelem byly n.p. Montované stavby Praha.
Ještě v roce 1963 stály na pozemku dnešní Mazutky objekty Ústředních skladů nábytku n.p., Kovodíla n.p. a Oděvní služby n.p., garáže a kůlny na uhlí a dříví. Stavební povolení na mazutovou kotelnu vydal odbor výstavby Obvodního národního výboru Praha 8 dne 15. dubna 1964, kolaudační rozhodnutí je ze dne 14. února 1966. V roce 1967 došlo k atypickému oplocení mazutové výtopny, v letech 1971–1972 proběhla dostavba areálu výtopny Invalidovna, která byla rozdělena na: objekt I – sociální zařízení, dílny a sklad olejů; objekt II – inženýrské sítě; objekt III – úložiště nafty. V roce 1987 byla povolena stavba skladu hořlavých kapalin, užívání této stavby bylo možné od 19. února 1991. V roce 1991 proběhla rekonstrukce stáčírny mazutu. Od 80. let 20. století byl připravován projekt přeměny paliva používaného ve výtopně, kterým měl být zemní plyn. Ke kolaudaci plynové výtopny došlo až v roce 1997. Provoz výtopny byl ukončen na začátku 21. století poté, co bylo sídliště napojeno na centrální zdroj tepla z tepelného napáječe Mělník–Praha.

## Úvahy o konverzi
V roce 2017 vznikla občanská iniciativa, jíž cílem bylo zachování Mazutky. Místní navrhovali, aby se budova proměnila v netradiční kostel, divadlo nebo moderní galerii. Argumentovali dalšími budovami v Karlíně, které jsou využívány pro kulturní účely nebo se toto dočasné využití připravuje (Karlínská kasárna, výstavní a rezidentní instituce Karlin Studios…). Za zachování Mazutky se postavili mj. zakladatel iniciativy Prázdné domy Petr Zeman, zástupce starosty Prahy 8 Petr Vilgus nebo Helena Macháčková z Divadla Kámen. Jednoznačnou podporu pro záchranu výtopny prezentoval i Klub za starou Prahu. K podpoře záměru prohlásit objekt za kulturní památku se připojila i generální ředitelka NPÚ Naděžda Goryczková. Ministerstvo kultury však Mazutku za kulturní památku neprohlásilo. Dne 17. března 2018 začala demolice objektu.